# Gustave Alkan
Pour les articles homonymes, voir Alkan (homonymie).
Gustave-Alphonse Morhange, dit Gustave Alkan, est un pianiste et compositeur français né le 24 mars 1827 à Paris et mort dans la même ville le 26 avril 1882.

## Biographie
Gustave-Alphonse Morhange naît à Paris le 24 mars 1827, au sein d'une famille de musiciens,.
Benjamin du foyer, il est encouragé dans la carrière musicale par son père, Alkan Morhange. À l'instar de sa sœur Céleste (1812-1897) et de ses frères Charles-Valentin (1813-1888), Ernest (1816-1876), Maxime (1818-1891) et Napoléon (1826-1906), Gustave étudie au Conservatoire de Paris, où il ne remporte cependant pas de prix,.
Au sein de l'établissement, il étudie l'harmonie avec François Bazin en 1849 et la composition, le contrepoint et la fugue avec Fromental Halévy en 1850. Comme sa sœur et ses frères, il adopte comme nom de scène le prénom de son père, Alkan Morhange, dès son entrée au Conservatoire.
Gustave Alkan fait carrière comme pianiste.
Comme compositeur, il publie chez Richault, l'éditeur de son célèbre frère Charles-Valentin Alkan, des œuvres de musique légère pour piano, dans un style proche de celui d'un de ses autres frères, Maxime. Paraissent notamment en 1859 les suites de valses Souvenir de Bizarritz et Albertine, ainsi que d'autres recueils de danses jusqu'en 1862,.
Qualifié par Bertha de généreux, à la « gentillesse mélancolique », il s'occupe également de l'organisation matérielle des « Petits Concerts de musique classique » de Charles-Valentin,.
Gustave Alkan meurt à Paris le 26 avril 1882. Il a fait de Charles-Valentin son principal légataire.